# 이란-투르크메니스탄 관계
이란과 투르크메니스탄은 1,000km가 넘는 공통 국경을 공유하고 있다. 1991년 투르크메니스탄이 소련으로부터 독립한 이후 양국은 좋은 관계를 유지하며 경제, 교통, 인프라 개발, 에너지 분야에서 협력해 왔다. 양국은 강력한 역사적 유대를 맺고 있다.

## 무역

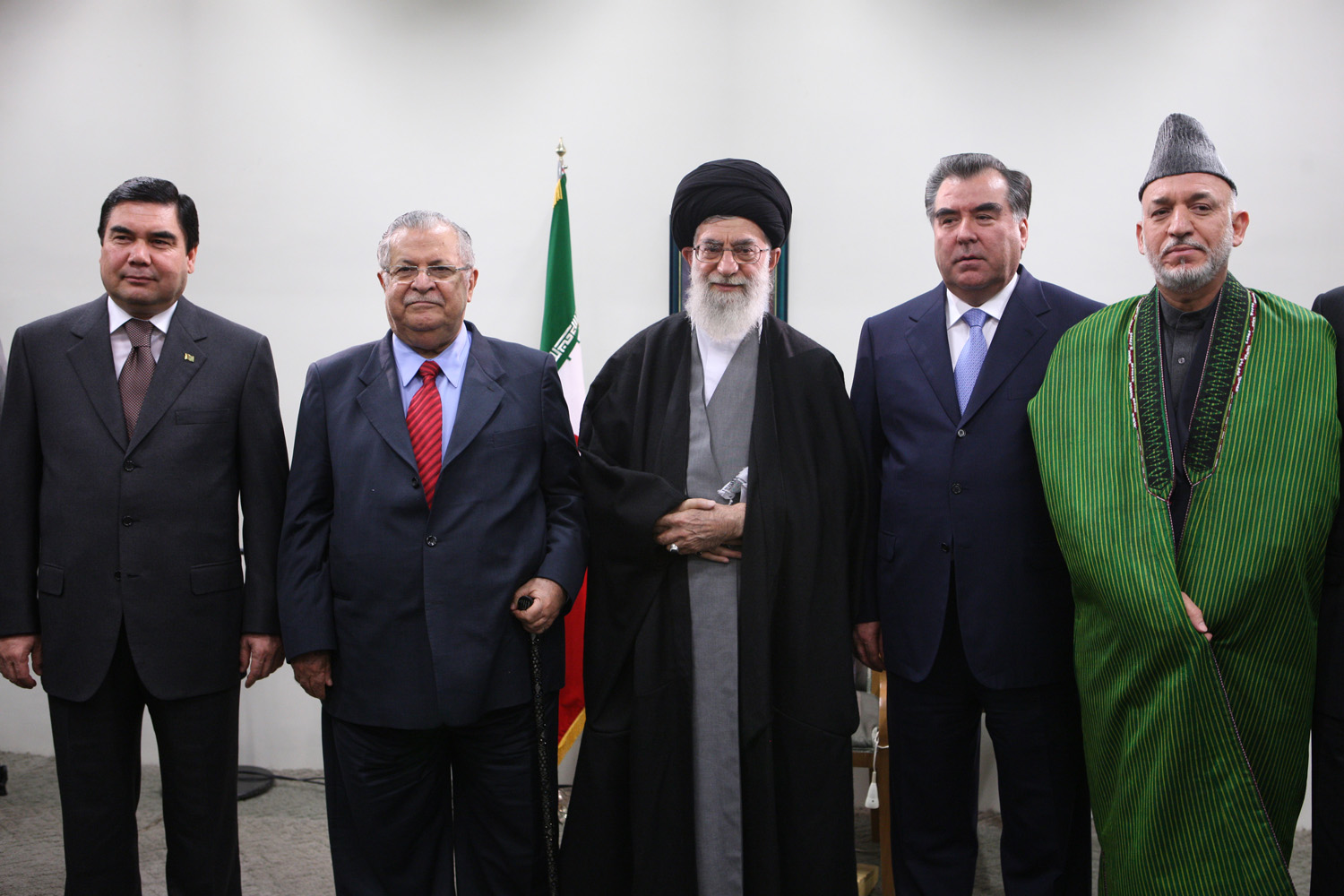
2010년 이란 테헤란에서 열린 노루즈에 참가한 대통령 회의

이란은 러시아 다음으로 투르크메니스탄과 가장 많은 무역 교류를 하고 있다. 타잔-마샤드-사락스 철도, 투르크메니스탄 서부의 1억 3,900만 달러 규모의 코르페예-쿠르트 쿠이 가스 파이프라인, 그리고 남부의 1억 6,700만 달러 규모의 두스티('우정') 댐은 합작 투자를 통해 건설되었다. 발칸아바드-알리아바드 전력 송전선 및 여러 다른 프로젝트들, 예를 들어 광섬유 통신 개발 프로그램, 메르베의 벙커 및 기타 물품 건설, 투르크멘바시의 정유소 건설, 액화가스 터미널 건설, 고속도로 건설 등이 양국 관계의 발전 사례이다. 2009년에는 이란의 도움으로 투르크메니스탄에서 약 100개의 산업 프로젝트가 건설되었거나 건설 중이다.
연간 무역 회전율은 2008년 32억 달러에서 2009년 12억 달러로 감소했는데, 이는 주로 석유와 가스 가격의 하락 때문이었다. 투르크메니스탄의 대이란 수출은 2007년 1월부터 9월까지 42% 증가했다. 투르크메니스탄은 일반적으로 이란 가스 수요의 5%를 공급한다.

## 투르크메니스탄에서 가스 수입 및 스왑 계약
두 나라는 모두 세계에서 가장 큰 천연가스 생산국 중 하나이다. 이란은 남부의 주요 천연가스전에도 불구하고 1997년부터 투르크메니스탄으로부터 가스를 수입해 왔으며, 특히 겨울철 북부 지방에서 가정용으로 사용하고 스왑 이전을 목적으로 하고 있다. 스왑 협정에 따라 이란은 현재 이란 북서부의 아제르바이잔에 자국 천연가스 공급에서 동일한 양을 수출하면서 북동부 이웃 국가로부터 국내 소비용으로 하루 500만~600만 입방미터의 천연가스를 수입하고 있다.